# Dino Piero Giarda
Dino Piero Giarda (ur. 9 grudnia 1936 w Mediolanie) – włoski ekonomista, wykładowca akademicki, od 2011 do 2013 minister ds. kontaktów z parlamentem w rządzie Mario Montiego.

## Życiorys
Ukończył w 1962 studia z zakresu handlu i ekonomii na Katolickim Uniwersytecie Najświętszego Serca w Mediolanie. W drugiej połowie lat 60. kształcił się na uniwersytetach Princeton i Harvarda. Od 1968 jako pracownik naukowy związany z Katolickim Uniwersytetem w Mediolanie, od 1976 na stanowisku profesora. Specjalizuje się w zakresie ekonomii politycznej, ekonometrii i polityki gospodarczej. Był doradcą w Ministerstwie Finansów, a także prezesem komisji technicznej ds. wydatków publicznych przy Ministerstwie Skarbu. Od 1995 do 2001 w pięciu kolejnych rządach zajmował stanowisko podsekretarza stanu – najpierw w Ministerstwie Skarbu, następnie w Ministerstwie Finansów.
16 listopada 2011 objął stanowisko ministra ds. kontaktów z parlamentem w rządzie, na czele którego stanął Mario Monti. Urząd ten sprawował do 28 kwietnia 2013.

## Odznaczenia
Odznaczony Krzyżami Wielkiego Oficera (1997) i Wielkim (2000) Orderu Zasługi Republiki Włoskiej.